# Pandanus cephalotus
Pandanus cephalotus är en enhjärtbladig växtart som beskrevs av Benjamin Clemens Masterman Stone. Pandanus cephalotus ingår i släktet Pandanus och familjen Pandanaceae. Inga underarter finns listade.